# Andréi Sviáguintsev
Andréi Petróvich Sviáguintsev (en ruso: Андрей Петрович Звягинцев; Novosibirsk, Unión Soviética, 6 de febrero de 1964) es un director de cine y actor ruso.

## Biografía
Andréi Sviáguintsev concluyó sus estudios, en 1984, en la Escuela de actores de Novosibirsk. Sus inicios estuvieron ligados a trabajos de actor en teatros de provincia. Trabajó como extra en series de televisión (Goryáchev y otros, 1992 - 1994), Búdem znakomy (Encantado de conocerle, 1999), Kaménskaya (Muerte y un poco de amor) y en largometrajes como Kotyónok/A Kitten (1996) y Shirli-Myrli (1999)). 
Más adelante, la productora independiente REN TV lo contrató como director. Y Sviáguintsev dirigió varios episodios de la serie de televisión El cuarto oscuro, lo que le abrió las puertas a la dirección de largometrajes. 
Su primera película, Vozvrashchenie (El regreso, 2003), obtuvo un gran éxito y recibió numerosos premios, incluidos el León de Oro y el Premio Luigi de Laurentis a la mejor Ópera prima del Festival Internacional de Cine de Venecia, el Premio Fassbinder a la mejor película revelación de los Premios del Cine Europeo, y recibió el Premio especial del Jurado en Gijón, asimismo en 2003. En 2005 se publicó en España un libro sobre la misma, Dípticos, de Zacarías Marco, traducido al ruso en 2007.
Su segunda película, Izgnanie (El destierro, 2007), fue presentada en el Festival Internacional de Cine de Cannes. Su actor principal, Konstantín Lavrónenko (Константин Лавроненко), obtuvo el premio al mejor actor. 
En 2011 estrenó Elena, película presentada en la sección Un certain regard del Festival de Cannes, donde obtuvo el Premio especial del Jurado; también ganó en abril de 2012 una estatuilla Nika (equivalente en Rusia al Oscar, que otorga la Academia de Artes Cinematográficas de ese país) como el mejor director. 
En 2014 ganó, conjuntamente con Oleg Neguin, el Premio del Festival de Cannes al mejor guion por la película Leviatán.
En 2017 ganó el Premio del Jurado del Festival de Cannes por la película Sin amor (Nelyubov o Loveless).
En julio de 2021 se anunció la preparación de su primera película en inglés, que se titularía What Happens, pero dos meses después contrajo la enfermedad asociada al virus COVID-19 y tuvo que ser trasladado a Alemania e inducido al coma para salvar su vida. Sus pulmones llegaron a estar afectados en un 92%. Finalmente, y mes y medio después, logró salir del coma y superar la fase más aguda de la enfermedad.
Su cine ha sido comparado en ocasiones con el de Andréi Tarkovski.

## Filmografía
- El cuarto oscuro, 2000, serie de TV
- El regreso, 2003
- Izgnanie, 2007
- Elena, 2011
- Leviatán, 2014
- Sin amor,  2017

## Premios y distinciones
Premios Óscar
| Año  | Categoría                                       | Película   | Resultado |
| ---- | ----------------------------------------------- | ---------- | --------- |
| 2015 | Mejor película extranjera (de habla no inglesa) | Leviathan  | Nominado  |
| 2018 | Mejor película de habla no inglesa              | ''Sin amor | Nominado  |

Festival Internacional de Cine de Cannes
| Año  | Categoría                              | Película | Resultado |
| ---- | -------------------------------------- | -------- | --------- |
| 2011 | Premio del Jurado de Un Certain Regard | Elena    | Ganador   |
| 2014 | Mejor guion                            | Leviatán | Ganador   |
| 2017 | Premio del Jurado                      | Sin amor | Ganador   |

Festival Internacional de Cine de Venecia
| Año  | Categoría                                     | Película   | Resultado |
| ---- | --------------------------------------------- | ---------- | --------- |
| 2003 | León de Oro                                   | El regreso | Ganador   |
| 2003 | Premio Sergio Trasatti                        | El regreso | Ganador   |
| 2003 | Premio CinemAvvenireː Mejor película de debut | El regreso | Ganador   |